# Javier Ernesto Jiménez
Javier Ernesto Jiménez Scull (16 de novembro de 1989) é um voleibolista profissional cubano.

## Carreira
Javier Ernesto Jiménez é membro da seleção cubana de voleibol masculino. Em 2016, representou seu país nos Jogos Olímpicos de Verão no Rio de Janeiro, que ficou em 11º lugar.